# Linksufrige Ukraine

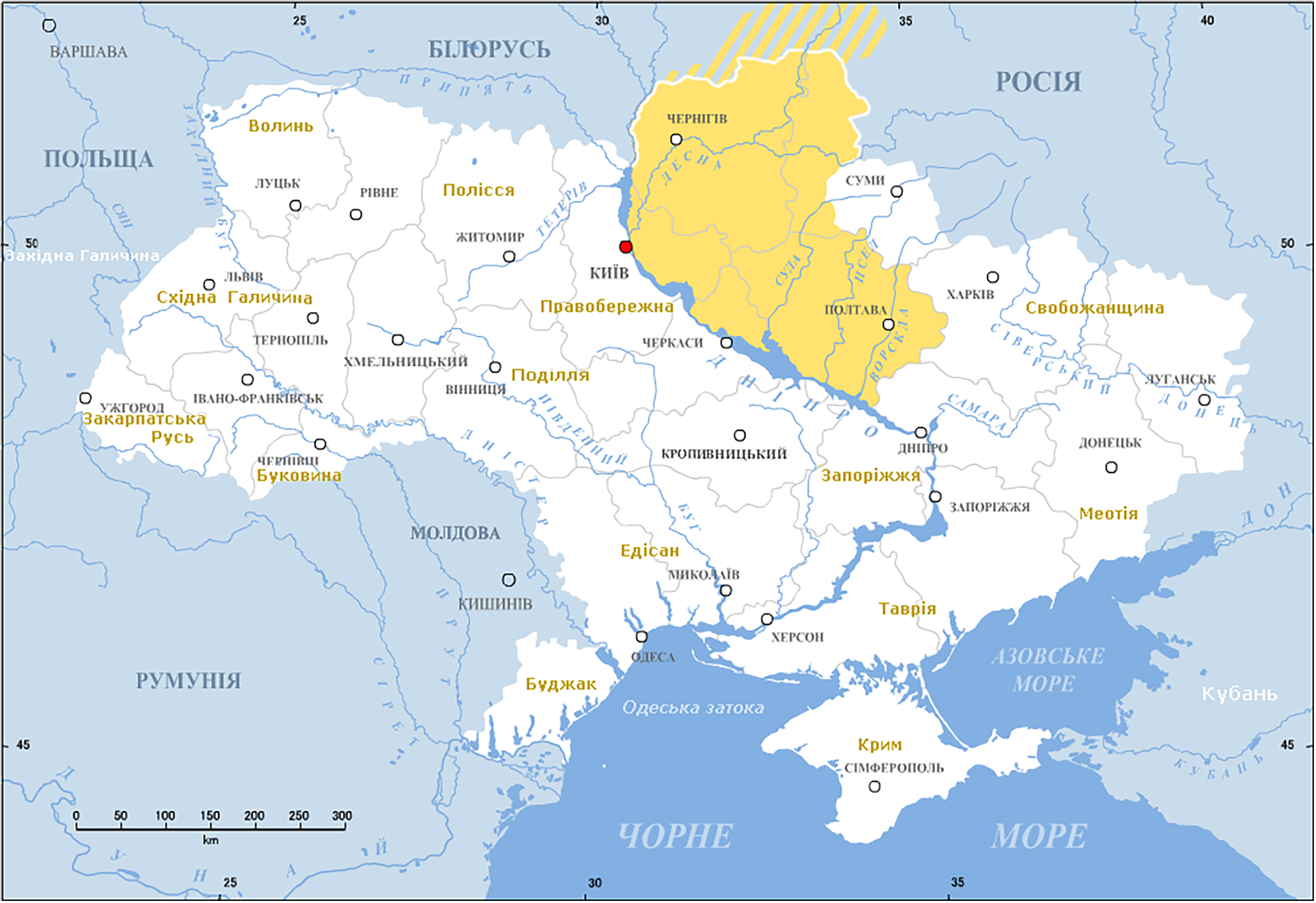
Linksufrige Ukraine

Die Linksufrige Ukraine (ukrainisch Лівобережна Україна, russisch Левобережная Украина, polnisch Ukraina Lewobrzeżna) ist ein historischer Name des links (östlich) des Dneprs gelegenen Teils des Hetmanats bzw. der Dnepr-Ukraine, der aus den gegenwärtigen ukrainischen Oblasten Tschernihiw und Poltawa sowie den östlichen Teilen der Oblast Kiew und der Oblast Tscherkassy sowie dem Süden der russischen Oblast Brjansk besteht. Der Gegensatz hierzu ist die Rechtsufrige Ukraine, die den rechten (westlichen) des Dnepr gelegenen Teils darstellt.
Der Begriff tauchte nach der Spaltung des Hetmanats im Verlauf des Russisch-Polnischen Krieges 1654–1667 auf. Die dem Zarentum Russland treuen Kosakenregimente östlich des Dneprs wählten Iwan Brjuchowezkyj zum Hetman, der anschließend als „linksufriger Hetman der Ukraine“ bekannt wurde, um vom Hetman Pawlo Teterja unterschieden zu werden, der das Gebiet westlich des Dnjeprs beherrschte. Brjuchowezkyj residierte von 1663 bis 1668 in Hadjatsch. Im Osten grenzte die Region an die nicht zum Hetmanat gehörende Sloboda-Ukraine (heute Oblast Sumy und Oblast Charkiw).
Bis zur Mitte des 17. Jahrhunderts gehörte das Gebiet zu Polen-Litauen, seit dem Vertrag von Perejaslaw (1654) fiel es – abgesehen vom südlichsten Teil – unter die Kontrolle des Zarentums Russland. Dies wurde später im Vertrag von Andrussowo (1667) und im Ewigen Frieden von 1686 zwischen Polen-Litauen und Russland bekräftigt. Unter russischer Herrschaft erfreute sich die Linksufrige Ukraine als Kosaken-Hetmanat anfänglich eines gewissen Grades an Autonomie innerhalb Russlands (ab 1721 Russisches Kaiserreich). Diese wurde ihr aber im 18. Jahrhundert sukzessive entzogen, als das Hetmanat als autonome Einheit aufgelöst wurde.